# Bösel (Lüchow)
Bösel ist ein Ortsteil der Stadt Lüchow (Wendland) im niedersächsischen Landkreis Lüchow-Dannenberg. Das Dorf liegt drei Kilometer südöstlich vom Kernbereich von Lüchow in der Nähe der B 248.

## Kirche

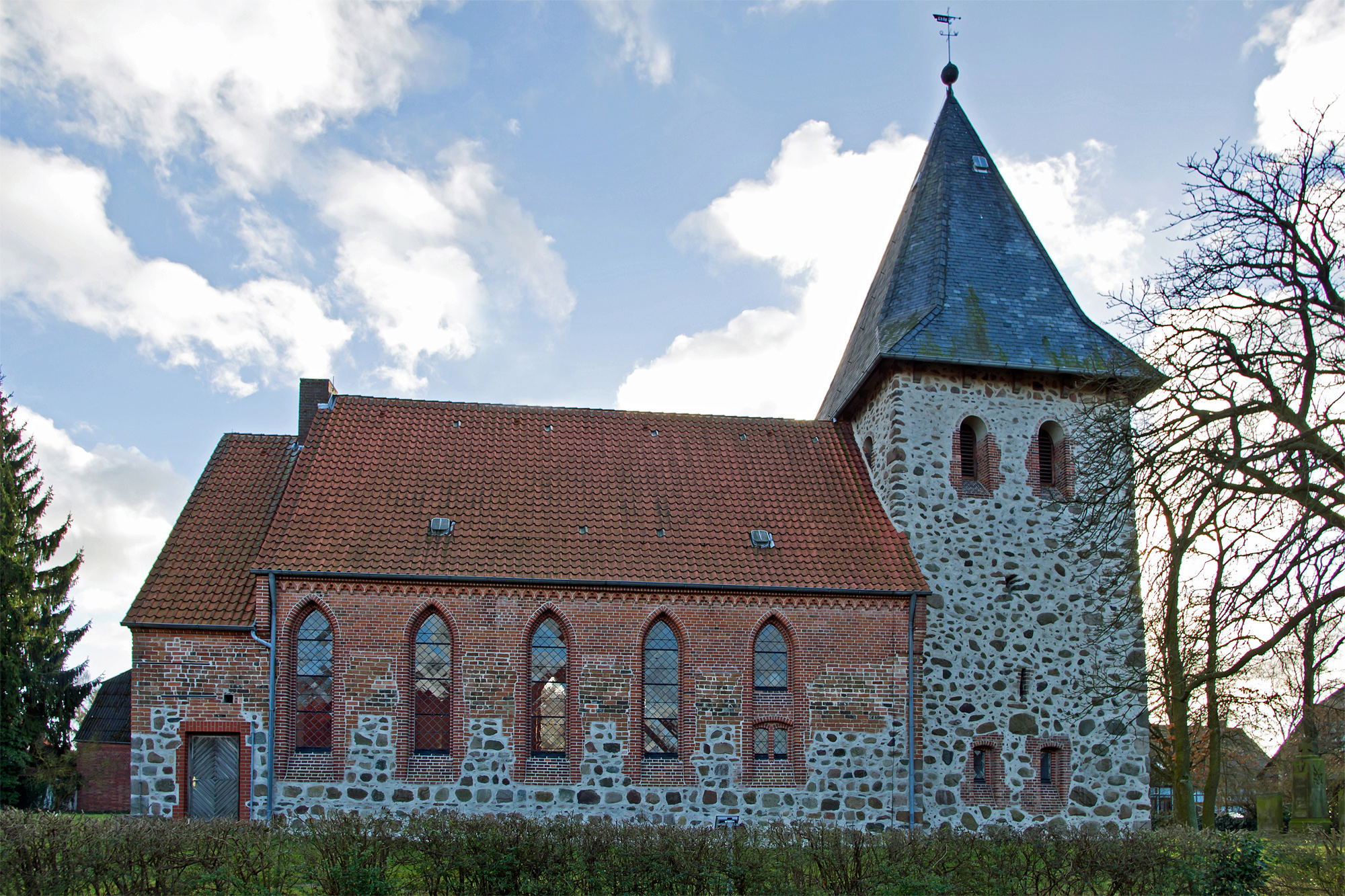
Kirche St. Georg in Bösel

Der Saalbau der evangelischen Kirche St. Georg wurde um 1400 errichtet. Von ihm ist im Wesentlichen der Ostgiebel, der Blendarkatur enthält, erhalten. Der Westturm, ein Feldsteinbau, wurde um das Jahr 1300 erbaut. Nach einem Brand erfolgte der Aufbau der Kirche 1882/83 als neugotischer Ziegelbau.
Neben der Kirche befindet sich ein Ehrenmal mit den Namen von 47 in beiden Weltkriegen Gefallenen (20 im Ersten, 27 im Zweiten Weltkrieg).

## Vereine
Die seit über 75 Jahren bestehende Freiwillige Feuerwehr Bösel ist für die drei Lüchower Ortschaften Bösel, Banneick und Reddebeitz zuständig.
Daneben existiert als Sportverein der „TSV Bösel von 1893 e. V.“, der einen eigenen Faustballplatz unterhält.
Außerdem gibt es den Buerbeerverein, der das „Buerbeerfest“ ausrichtet – eine im Wendland bekannte, alljährlich stattfindende Festveranstaltung.

## Söhne und Töchter
- Adolf Kulemann (1896–?), Politiker (NSDAP), stellvertretendes Mitglied des Preußischen Staatsrates
- Heinz Mechow (1922–2008), Politiker (SPD), Mitglied des Niedersächsischen Landtages